# René Rapin
Pour les articles homonymes, voir Rapin.
René Rapin, dit le Père Rapin, né à Tours le 24 avril 1620, mort à Paris le 27 octobre 1687, est un poète, théologien jésuite et historien français. Il est connu dans la République des Lettres sous le nom latin de Renatus Rapinus.

## Biographie
René Rapin est baptisé le 24 avril 1620 en la paroisse Saint-Saturnin de Tours. Son père, René Rapin, était apothicaire, maître juré, et sa mère Marie Bouault. Son grand-père Victor Rapin était également apothicaire.
Entré dans la Compagnie de Jésus en 1639, il a été par la suite professeur de rhétorique dans les collèges de l'ordre après son noviciat et ses études.
Il est ordonné prêtre le 8 avril 1651 en la chapelle de l'archevêque de Paris par Jean-François Paul de Gondi, coadjuteur de Paris plus connu sous le nom de Cardinal de Retz.
Il est devenu écrivain à partir de 1656.
Dans Port-Royal, Sainte-Beuve tente de prendre systématiquement en défaut Rapin, mais des études récentes ont montré qu'il restait une source valable au sujet du jansénisme.

## Œuvres

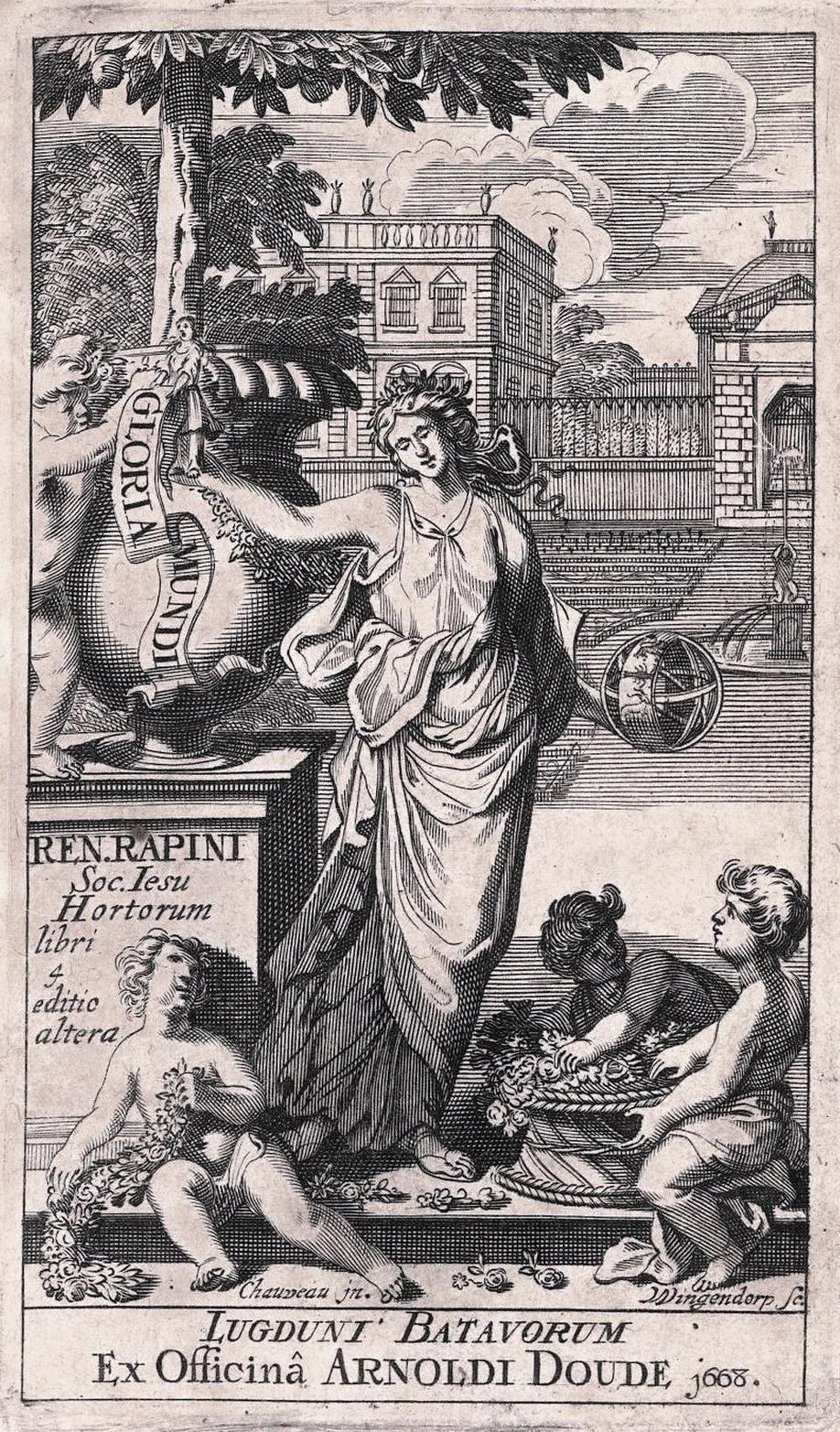

René Rapin a composé une œuvre abondante en vers et en prose, des livres de littérature profane et des livres de dévotion. Ses Eclogæ Sacræ (1659) lui valent le surnom de « Second Théocrite », et son poème sur les jardins Hortorum Libri IV (1665), traduit à deux reprises en anglais, fait de lui l'un des poètes de langue latine les plus appréciés de son époque.
Il est également l'auteur de plusieurs essais critiques, entre autres Réflexions sur l'usage de l'éloquence de ce temps (1672) et Réflexions sur la poétique d'Aristote et sur les ouvrages des poètes anciens et modernes, 1674 (présentation en ligne). Ses Réflexions sur l’histoire sont d’abord publiées anonymement en 1677 chez Mabre-Cramoisy sous le titre d’Instructions sur l’histoire.
Il a également écrit quelques traités théologiques et ascétiques, comme De nova doctrina dissertatio seu Evangelium Jansenistarum (1656), L'esprit du christianisme (1672), La perfection du christianisme (1673), La foi des derniers siècles (1679). Tous ces ouvrages sont rassemblés dans ses Œuvres complètes, publiées à Amsterdam en 1709-1710.
Deux ouvrages historiques, Histoire du jansénisme (1861) et Mémoires sur l'église, la société, la cour, la ville et le jansénisme (1865) n'ont été publiés qu'après sa mort.
- Comparaison entre Thucydide et Tite-Live.
- Les Œuvres du P. Rapin, Qui contiennent les comparaisons des grands hommes de l’Antiquité, qui ont excellé dans les belles lettres, Pierre Mortier Libraire, Amsterdam, 1709.